# Reichelsheim (Odenwald)
Reichelsheim (Odenwald) è un comune tedesco di 9 106 abitanti, situato nel land dell'Assia.